# Särkänluhta
Särkänluhta är en halvö i Finland. Den ligger i sjön Tenämä och i kommunen Ristijärvi i den ekonomiska regionen  Kajana ekonomiska region  och landskapet Kajanaland, i den centrala delen av landet, 500 km norr om huvudstaden Helsingfors.